# Kabupaten Seram Bagian Timur
Kabupaten Seram Bagian Timur är ett kabupaten i Indonesien.   Det ligger i provinsen Moluckerna, i den östra delen av landet, 2 600 km öster om huvudstaden Jakarta. Antalet invånare är 99 065.